# 浣腸

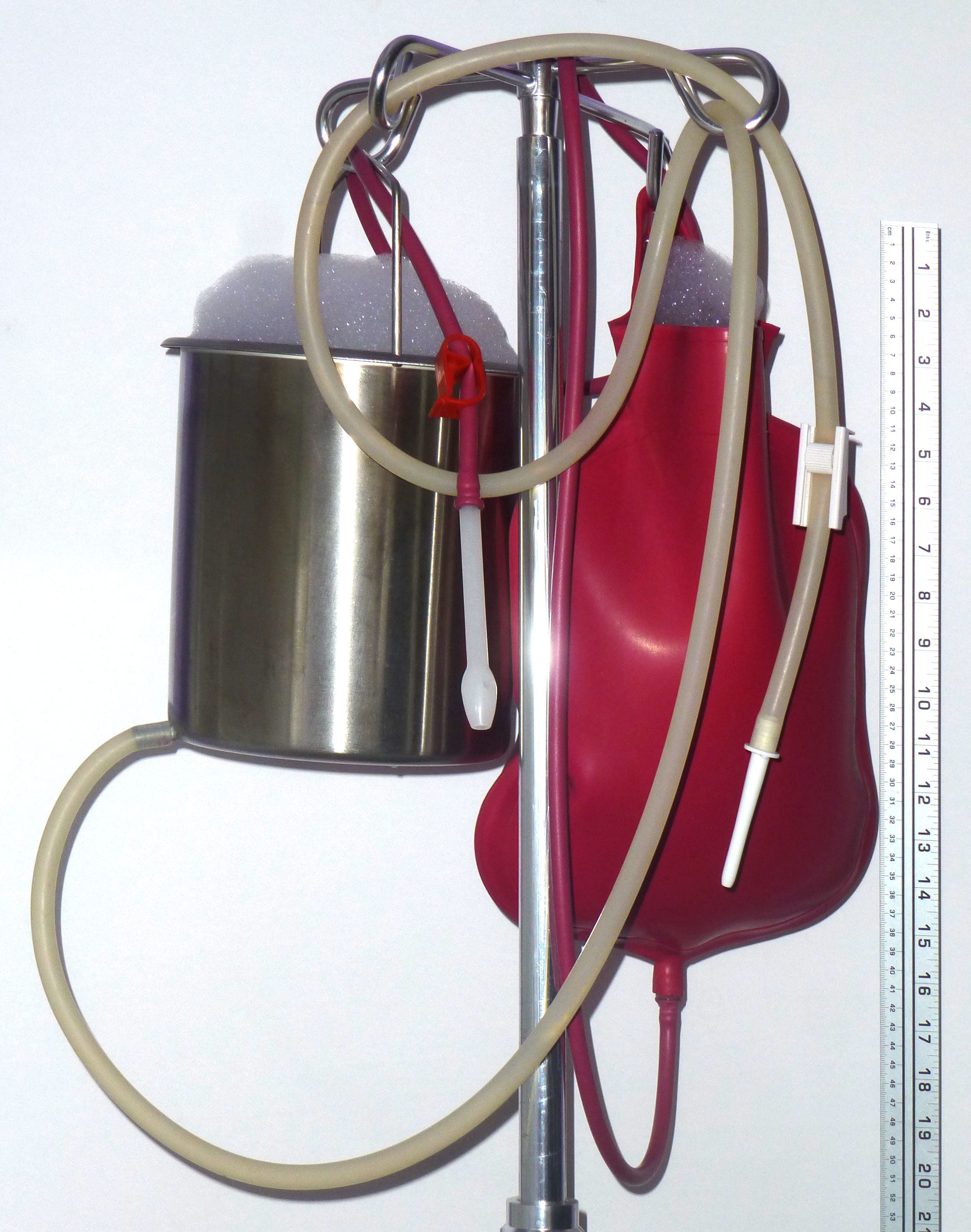
2高圧浣腸、各4リットル

浣腸（かんちょう、「灌腸」とも）とは、肛門および直腸を経由して腸内に液体を注入する医療行為、もしくはそれに使用する薬剤や器具の総称。
主に、便秘治療、検査・手術前や出産時の腸管内排泄物除去のために行われ、グリセリン液やクエン酸ナトリウムが薬剤として使用される。
通常日本では医師でなければ浣腸を行うことは出来ないが、以下の（使用）条件を満たしている一般用の浣腸剤を使うことができる。
- 使い捨て、一回きりの浣腸器（ディスポーザブルとも言う）
- 挿入部の長さが6センチメートル以内
- グリセリンかつ濃度は50%以下に抑える
- 内容量が成人で40グラム以下、6歳から12歳未満が20グラム以下、そして1歳から6歳未満は10グラム以下

ただし健康状態が良くなかったりする状況で行うなど、一般用であっても医療行為と見なされる可能性がある。

## 目的
浣腸は主に以下のような目的で行われる。
1. 便やガスの排泄促進（催下浣腸、排便浣腸、駆風浣腸、排気浣腸）
2. 大腸内の洗浄（洗腸）
3. X線撮影やCTのための造影剤注入（バリウム浣腸）
4. 腸重積症、腸捻転の治療（整腹浣腸）
5. 大腸を経由した薬剤の投与（鎮静浣腸、保留浣腸、点滴浣腸）
6. 食事が困難な患者に対する水分・栄養補給（滋養浣腸）

現在、主な目的は 1. 2. 3. 4. であり、5. 6. は後述の理由により行われることはまれである。
また、一般に浣腸といった場合は、1. 2. を目的とすることがほとんどである。
しかしながら近年、1. 2. の目的では下剤を用いる場合が多くなっており、浣腸が使われる場面は減っている。
これはどちらの目的であっても、下剤は浣腸を完全に置き換えるものではない。
下剤が適している症例、浣腸が適している症例それぞれがあり、新薬の登場により、下剤を用いた方が容易で安全に処置できる症例が増えてきた結果である。
浣腸と下剤の両方が処方可能である場合において、浣腸を嫌う患者が多い、また、施術者にとっても汚れ仕事で患者に嫌われる行為であるにもかかわらず診療報酬が低い、などの理由で下剤が選択される傾向が高いのが理由となっている。

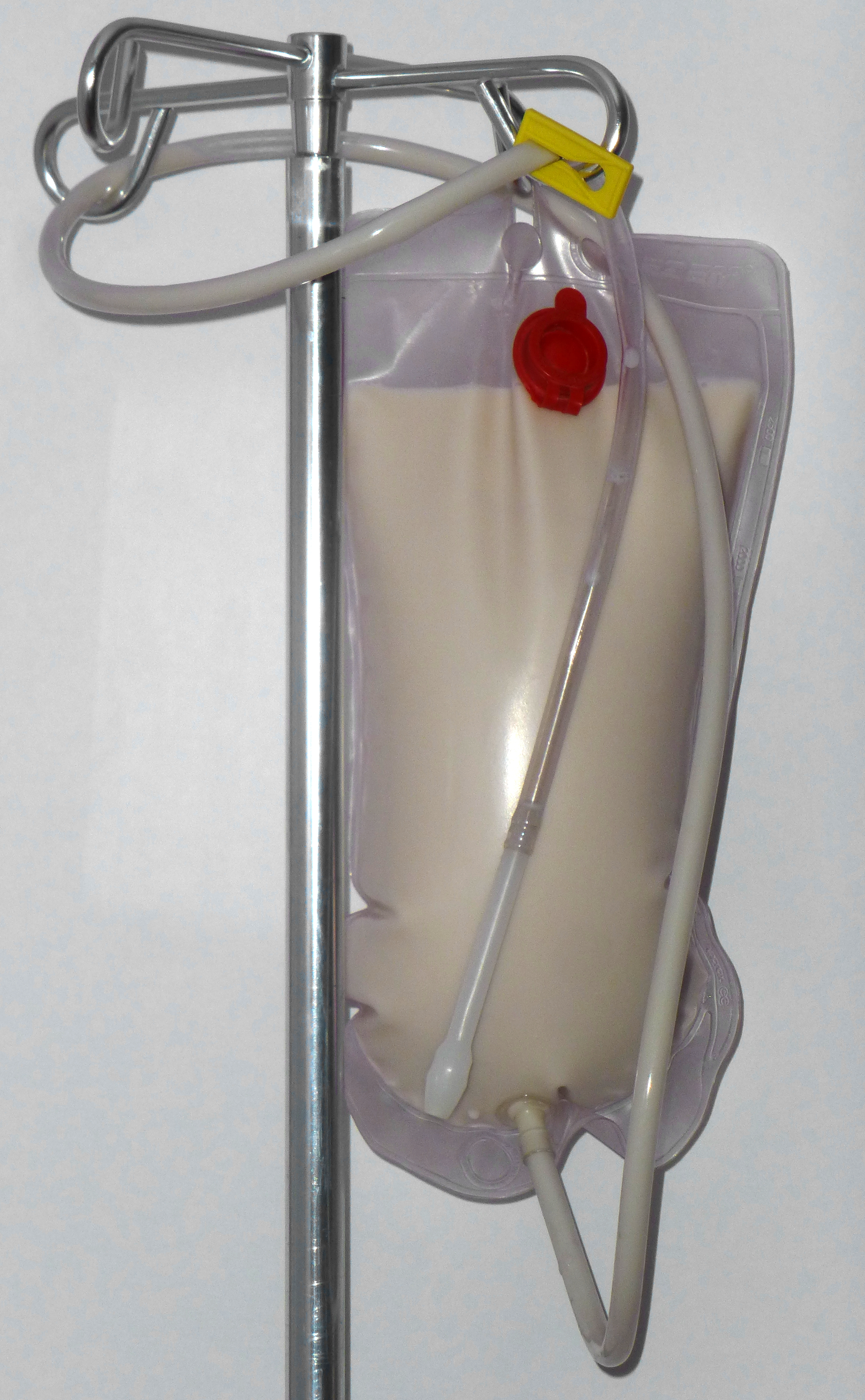
バリウム

1. がもっとも広く行われる浣腸である。薬剤としてグリセリン希釈液を用いて排泄を促進させ、便秘治療、大腸内視鏡検査、手術の前処置として行われる。状態が酷い場合は、摘便の上で浣腸する。
2. は内視鏡や造影剤を使った検査の前処置として下剤と併用して行われる。また食中毒などの際、腸内の細菌、毒素を洗い流す目的でもおこなわれる。医学的根拠はないが、民間療法の延長で、排便反射機能回復訓練、美容・健康増進などの目的としても行われる。
3. は治療を目的としたものではなく、大腸検査のためバリウム造影剤を注入し、腸をふくらませる。
4. はその他の浣腸とは異なり、物理的な圧力による外科的治療法である。バリウムや空気を注入する事により行われる。この治療法が適用できるのは比較的軽度かつ、発症後数時間程度の間のみである。一定時間以上経過すると腸が壊死を起こすためこの治療法は危険になる。比較的重度、頻繁に再発する場合などは開腹手術が必要となる。
5. は液体を用いる浣腸で行うとすぐに排泄が起こり効果が薄いため、特別な理由のない限り坐薬を用いる手法の方が一般的である。乳児の麻酔などで一部利用される。
6. は冒頭でも述べられるとおり、医療的に大きな効果が期待できないこと、点滴等のより効果的な手法があることなどから、ほとんど行われていない。

出産前に行われる浣腸は、大腸内の便を排出させることで出産中のいきみによって排便が起き胎児などが汚れるのを防ぐと同時に、陣痛を促進させる目的もある。出産前の浣腸は慣例的に行われているだけでなく医学的にも一定の理由があるのだが、排泄行為に対する禁忌や羞恥などから患者に嫌われる医療行為であり、さらに、本来出産は病気とは異なり、生命活動の一環であるにもかかわらず、病気と同じように医療行為がなされることはおかしいという考えから、特にひどい便秘でも無い限り出産前に浣腸が行われることは少なくなっている。
また、処女の可能性のある患者の診察や、異物を挿入して取れなくなった場合や、子宮の背筋側の深い部分の診察の際に、直腸から指診する場合は、生理食塩水の微温湯を浣腸する時もある。
このように、浣腸は様々な目的で行われるが、一般に浣腸といった場合、前述の通り1. 2.を目的としたものが主である。
よって以下の説明も、1. 2.を主体とした物になる。

## 種類

### 器具による分類

#### ディスポーザブル浣腸

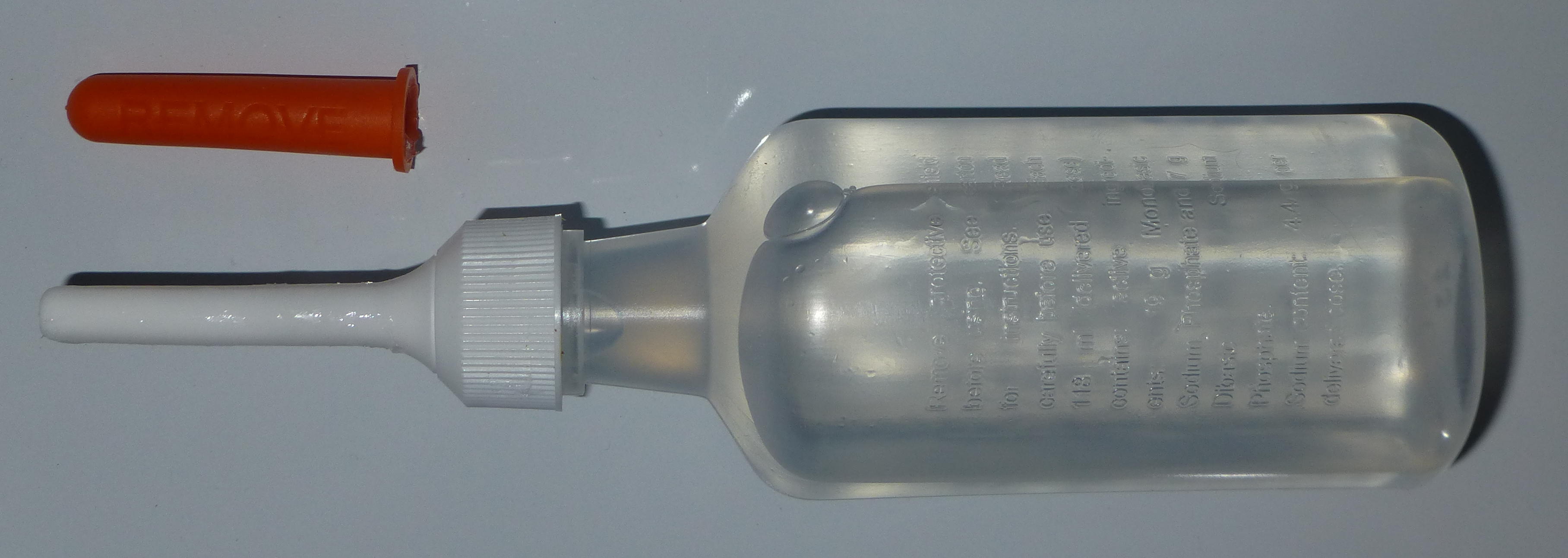
ディスポーザブル浣腸

プラスチック容器などにあらかじめ調合された薬剤が入った使い捨てタイプで最も広く利用されている。
形状としては卵形の容器のものと蛇腹式（アコーディオン型）の容器のものがある。
同様の形状をした繰り返し使用できる器具もあるがこれはディスポーザブル浣腸には分類されない。
代表格はイチジク浣腸（イチジク製薬）で一般家庭で使用されるのはこのタイプである。
また、最近では医療機関でも、グリセリン浣腸を行う場合はシリンジ浣腸ではなくディスポーザブル浣腸が使用されるようになってきている。
日本で販売されているディスポーザブル浣腸はほぼすべてグリセリン浣腸で、濃度は50％前後である。本質的な違いは容量だけであるが、一般用と医療用で種類が分かれている。薬局で購入できるのは一般用だけである。
一般用の容量は5ml～40ml程度である。大人用としては30ml～40mlで通常であればこの容量で十分な効果があるが、十分に効果が得られない場合は、もう一つをさらに注入する。医療用の容量は、60ml～150mlと一般用よりも大きい。ただし、医療用のものは必ずしも全てを注入する訳ではなく、医師の判断で患者の状態にあわせて調節できるように余裕のある容量となっている。
注入用の管は医療用では10cm程度以上のロングチューブタイプである。一方、一般家庭向けではロングチューブタイプは少なく、3cm～5cm程度のものが多い。
手軽に利用できる反面、肛門間近に注入されてしまうため、十分な効果が得られるまでに時間がかかる上、便意は早く強まってしまう欠点がある。しかし、家庭で行う程度の軽い便秘の治療であれば十分な効果が期待できる。逆に言えばこのタイプの浣腸で解消できないような症状は、医療機関に頼るべきである。

#### シリンジ浣腸

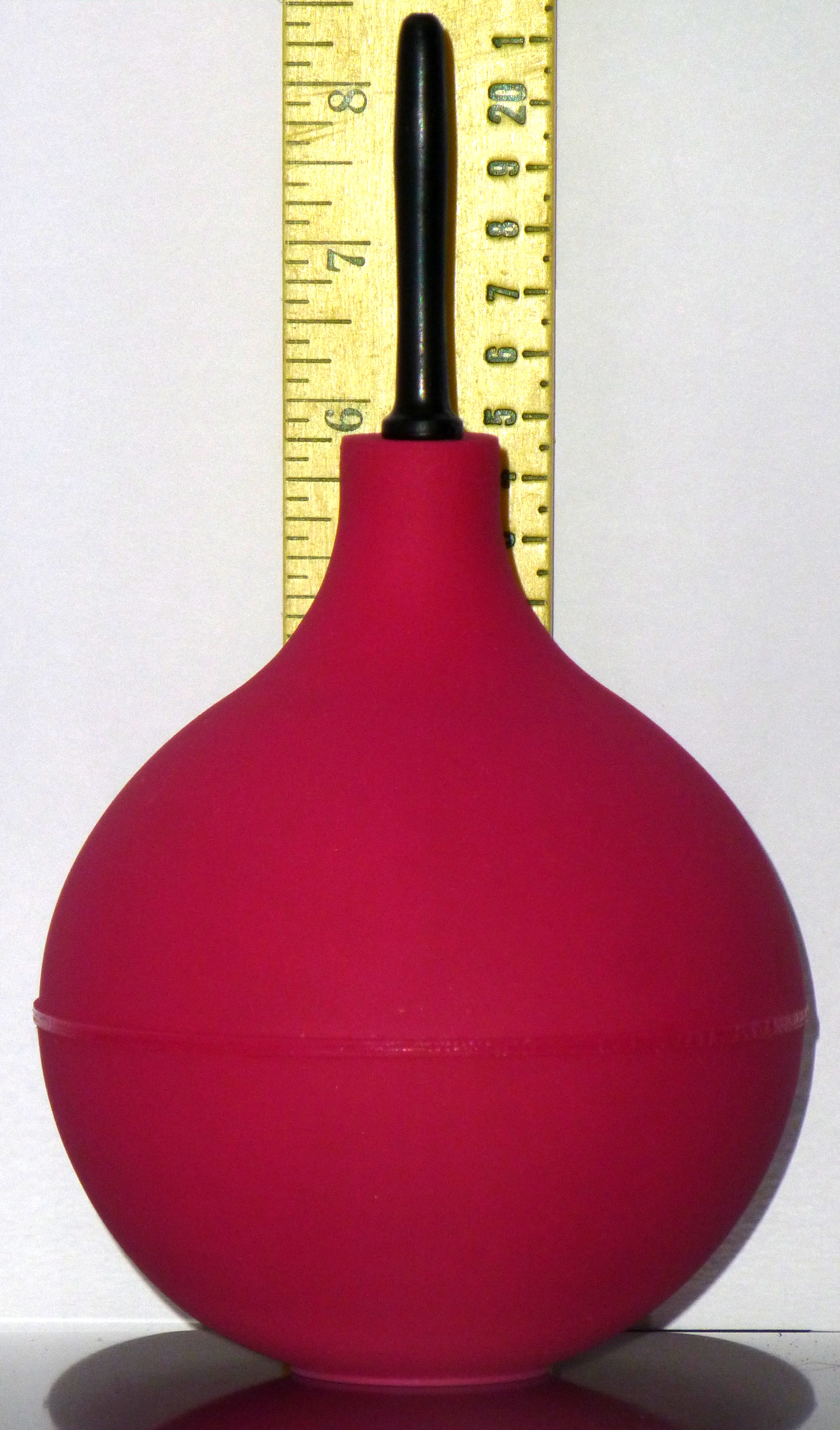
シリンジ浣腸（大、750ミリリットル)

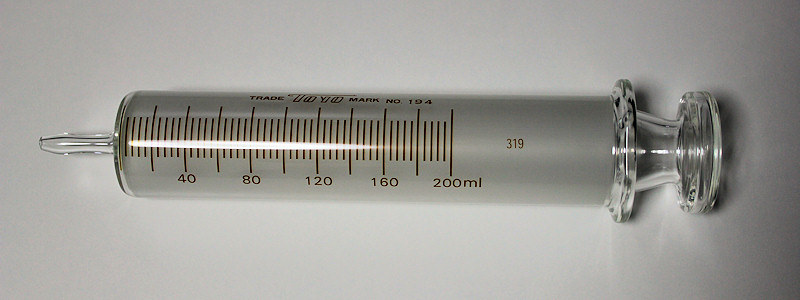
ガラス浣腸器

圧力をかけ薬剤を注入する方式で、ディスポーザブル浣腸も含む。ガラス浣腸器、プラスチックシリンジ、ラバーシリンジ、エネマシリンジなどがある。
ガラス浣腸器は、ピストン式のガラスの管の中の薬剤をシリンダーを押し込む圧力で注入するタイプである。滅菌によって繰り返し使用することが出来る。いわゆる浣腸器といえばこの浣腸器具を指す。ディスポーザブル浣腸が普及する前は、一般家庭でも所持されることもあった。しかし、取り扱いが面倒でガラスが割れる危険性などから、一般家庭はもとより、医療機関などでも手軽なディスポーザブル浣腸が用いられるようになり、その姿を見かける機会は減っている。
プラスチックシリンジは、注射に使用されるのと同様の器具で通常使い捨てである。ラバーシリンジ、エネマシリンジは、薬剤というよりも水を使用し、腸内を洗浄する目的に使用される。
量としては、数10ml～200ml程度の量を注入する際に利用される。50ml～100mlの浣腸器が一般的であるが、家畜用などとして200ml～1,000mlといった大容量の物も存在する。嘴管を直接肛門に挿入して注入する場合もあるが、より効果を高めるにはカテーテルを使用し、直腸奥へ注入するようにする。

#### 高圧浣腸

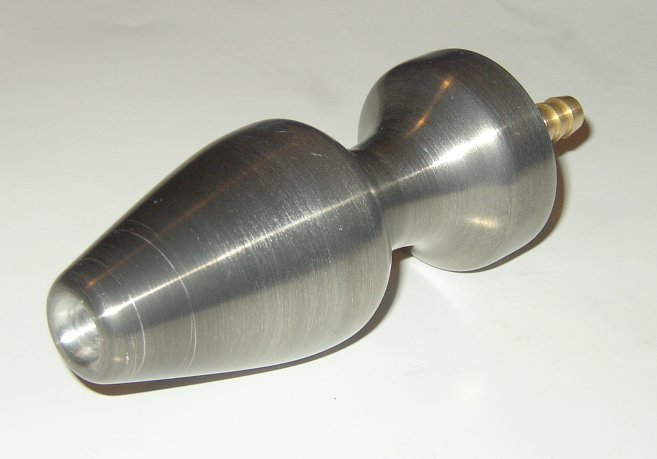
金属製浣腸器具(浣腸プレイ)

点滴と同じ原理で薬剤を入れた容器を高所（被施術者の身長程度）につり下げ、水圧を使って薬剤を注入する方式で、1000ml～2000mlの大量の薬剤を注入する場合に用いられる。この際に用いられる薬剤を入れる容器をイルリガートルと呼ぶ。
ディスポーザブル浣腸やシリンジ浣腸では、直腸～S字結腸程度までにある便を排泄させるが、高圧浣腸ではさらに奥の、下行結腸～横行結腸付近までを洗浄できる。
しかし、上行結腸以降は浣腸での洗浄は難しい。
かつては、大腸内視鏡検査などの大腸内の大部分の排泄物を除去する必要のある検査の前などに用いられていたが、近年、ニフレックなどの経口腸管洗浄剤（約2リットルを2時間程度の間に飲む下剤）が用いられ、浣腸は補助的な役割を担っている。これは浣腸は上記の通り肛門近くの腸の洗浄には優れるがどうしても腸の深部に便が残ってしまうためであり、下剤を用いれば深部からの完全な洗浄が可能なためである。下剤を用いた後にさらに便が残留している場合の洗浄に高圧浣腸が用いられる。同じ手段を用いるよりも局所的に適用できる浣腸の方が適していることと、何より下剤の多重の投与は身体に対する負担が非常に大きいためである。

### 腸洗浄
美容と健康によいとして腸内を洗浄（コーヒー浣腸など）することも行われるが、効能について現在のところ医学的な裏付けはない。エステなどの延長として行われているが、場合によっては医師免許を持たないものが施術するところもあり注意が必要である。
小腸から大腸へ入る所には回盲弁という逆止弁があって大腸から小腸への逆流を防いでいるため、肛門から薬剤を注入しても大腸内の洗浄しかできず、小腸の洗浄は不可能である。

## 使用される薬剤
便秘治療をはじめとして排便を促す目的の浣腸では、
1. 腸内の便を軟らかくし便の滑りをよくする
2. 大腸を刺激し大腸の蠕動運動を促進する

という2つの効果のうち少なくとも一方を満たす薬剤が浣腸液として用いられる。排泄を促すために使われる薬剤としてもっとも一般的なのがグリセリンである。
グリセリンは油脂を構成する成分の一つであり、人体に対して毒性が低いことも浣腸液として適している。水とよく混ざる特性を持ち、グリセリンを腸内へ注入すると、浸透圧によって大腸を刺激し蠕動運動（便を肛門方向へ押し出そうとする腸の運動）を促進させるとともに、便を溶かし軟らかくする。また、潤滑油の役割を果たし便の滑りをよくし排出しやすくする、といった2つの薬効を持つ。
浸透圧による腸への刺激、また、蠕動運動によって直腸へ押し出された便が直腸に圧力をかけることで便意中枢が刺激され、注入後3分～5分程度で強い便意が起こる。
グリセリン原液を使用すると刺激が強すぎて腸壁を損傷するおそれがあるため、水で薄めた50%～30%の薬剤が使用される。また、催下効果が高く他の薬剤に比べて少量の注入で十分な効果があるため、10ml～200mlが処方される。
その他、石鹸水・食塩水などが用いられる（石鹸水浣腸に逆性石鹸は利用できない。名称は似ているが全く異なる成分であり、取り違えると大変危険である。また、近年は石鹸水は粘膜に対する刺激が強く危険であるということから利用されなくなっている）。石鹸水の場合は両方の効果を果たし、食塩水は蠕動運動の促進効果のある薬剤である。また、刺激の少ないぬるま湯が用いられることもある。これらの薬剤はグリセリンよりも多く、500ml～2000ml程度の量を注入することもある。
いずれの薬剤を使用するにせよ十分な効果を得るためには注入後即排出するのではなく、便意を感じ始めた後も一定時間
（3～5分程度）我慢させる必要がある。

## 浣腸の危険性
浣腸はディスポーザブル浣腸が家庭に普及していることからも分かるように、それほど難易度、危険度の高い医療行為ではないが、器具に不備があった場合、適切な手順を取らなかった場合などには危険な事故につながる可能性がある。家庭で浣腸を行う場合、以下のいずれかに該当、もしくは該当する可能性がある場合は中止し、医師に相談するべきである。
1. 腸内に傷及び肛門に痔がある場合
2. 妊娠している場合
3. 病中など体力が衰えている場合
4. 腹部に縫合などの傷がある場合
5. 非常に頑固な便秘の場合

グリセリン浣腸の場合、腸内に傷がある患者に浣腸を行うと、グリセリンが血液中に流入し、溶血や腎不全を起こす危険性が高い、また、排泄物が進入することにより腹膜炎を起こす可能性がある。処置前には傷が無くとも、挿入管挿入時に不適切な体位を取っていたり、深く挿入しすぎたりした場合腸壁を傷つけ同様の症状を起こす可能性がある。
妊婦の場合、子宮収縮を起こすため早流産の危険性がある。
浣腸は強い便意を促し、それに伴い排泄時に強くいきむことになるため、体力を消耗する。体力が衰えた状態では医師の監督の下行うようにする。
腹部に縫合などの傷がある場合、浣腸に伴う内臓の動きの活発化や、排泄時のいきみによって傷が開いてしまうことがある。
非常に頑固な便秘の場合は、便が固まり浣腸でも排泄できなくなっている場合があり、この状態で浣腸を行うと排泄できず、腹痛を悪化させることになる。早急に医療機関にかかり医師の判断の下、摘便など適切な処理をする必要がある。
また、実際に浣腸を行っても排泄が起こらない場合には、即座に医療機関へ相談するようにする。

### 便秘時の浣腸の注意点
便秘治療においては、浣腸はあくまで症状緩和の応急措置として認識する必要がある。ほとんどの便秘症状は精神的な要因や生活習慣の乱れなどが原因で発生する一時的なものであるため、浣腸によって症状を解消させれば十分である。しかし、慢性的な便秘の場合は繰り返し浣腸を行うことで浣腸に対する慣れが生じ、便意をより感じにくい体質になるなど、かえって症状を悪化させる要因となることがある。数回浣腸などによる排便を行っても便秘症状が続いている場合は、医師の指導の元、食事療法など抜本的な治療が必要である。
また、便秘は大腸ガンなどの腸疾患の症状として表れている可能性もあるため、長期にわたって便秘症状が続く場合は、安易な判断は避け、医療機関にかかり検査を受けるべきである。

## 主なメーカー
どのメーカーの製品も中身の成分はほとんど変わらないが、注入口の長さ太さ根元の形状が微妙に異なる。
- イチジク製薬：イチジク浣腸、リセッチ
- 健栄製薬：ケンエー浣腸
- ムネ製薬：コトブキ浣腸、同ひとおし
- 報国製薬：ミカサ浣腸、アイデアル浣腸
- 池尻製薬:オリール浣腸
- 大昭製薬:アルマ浣腸
- 伊丹製薬:ビワ湖浣腸